# 旺特圣雷米
旺特圣雷米（法語：Ventes-Saint-Rémy，法語發音：[vɑ̃t sɛ̃ ʁemi]）是法国滨海塞纳省的一个市镇，属于迪耶普区。

## 地理
旺特圣雷米（49°42'36"N, 1°18'17"E）面积6.12 平方千米，位于法国诺曼底大区滨海塞纳省，该省份为法国北部沿海省份，其西部及北部濒大西洋英吉利海峡，东起顺时针与索姆省、瓦兹省、厄尔省和卡爾瓦多斯省接壤。
与旺特圣雷米接壤的市镇（或旧市镇、城区）包括：阿尔杜瓦勒、比利、波姆雷瓦勒、罗赛、圣桑斯。

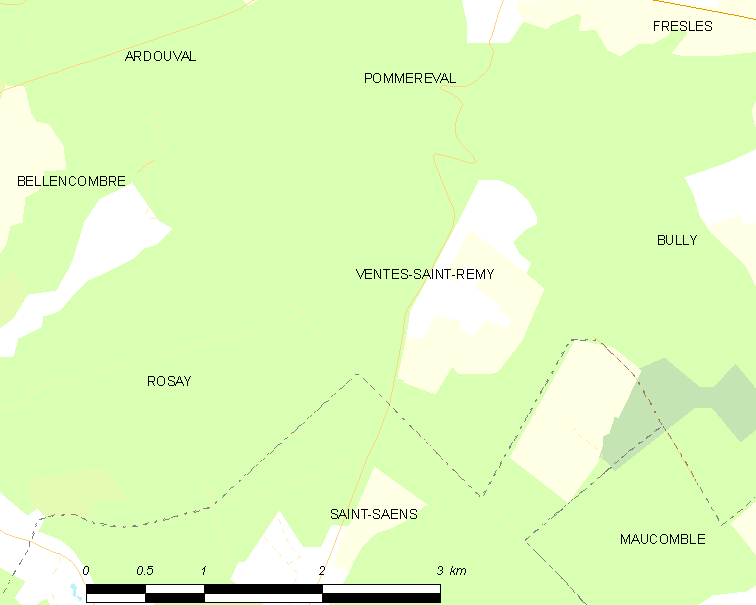
旺特圣雷米的OSM定位图

旺特圣雷米的时区为UTC+01:00、UTC+02:00（夏令时）。

## 行政
旺特圣雷米的邮政编码为76680，INSEE市镇编码为76733。

## 政治
旺特圣雷米所属的省级选区为布赖地区讷沙泰勒县。

## 人口

1962-2008年间旺特圣雷米人口变化图示

旺特圣雷米于2022年1月1日时的人口数量为216人。